# Оскулююча орбіта

Оскуляційна орбіта (внутрішня, чорна) і збурена орбіта (червона)

Оскулююча орбіта об'єкта в просторі (у заданий момент часу) — гравітаційна кеплерова орбіта (тобто еліпс або інший конічний перетин) відносно центрального тіла, яку цей об'єкт (відповідно до його фактичного положення і швидкості в заданий момент часу) мав би за відсутності надалі будь-яких збурень (пов'язаних з несферичністю центрального тіла, гравітаційним впливом третіх тіл чи силами негравітаційної природи).
Тобто це орбіта, яка збігається з поточними орбітальними векторами стану (положення і швидкості).
Термін використовується в астрономії і в астродинаміці.

## Етимологія
Слово osculate на латині означає «поцілунок». У математиці дві криві стикаються, коли вони просто торкаються, не (обов'язково) перетинаючись, у точці, де обидві мають однакове положення та нахил, тобто дві криві «цілуються».

## Елементи Кеплера
Оскуляційна орбіта та положення об'єкта на ній можуть бути повністю описані шістьма стандартними елементами орбіти Кеплера (оскулюючими елементами), які легко обчислити, якщо знати положення та швидкість об'єкта відносно центрального тіла. Оскулюючі елементи залишалися б постійними за відсутності збурень. Реальні астрономічні орбіти зазнають збурень, які викликають еволюцію оскулюючих елементів, іноді дуже швидку. У випадках, коли проводився загальний небесний механічний аналіз руху (як це було для великих планет, Місяця та інших супутників планет), орбіта може бути описана набором середніх елементів із віковими та періодичними термінами. У випадку малих планет була розроблена система власних елементів орбіти, щоб уможливити представлення найважливіших аспектів їхніх орбіт.

## Параметри
Параметри орбіти об'єкта відрізнятимуться, якщо вони виражені відносно неінерціальної системи відліку (наприклад, системи, що співпрецесує з основним екватором), ніж якщо вони виражені відносно (необертової) інерціальної системи відліку.
У більш загальних рисах збурену траєкторію можна аналізувати так, ніби вона складається з точок, кожна з яких складається з кривої з послідовності кривих. Змінні, що параметризують криві в цьому сімействі, можна назвати орбітальними елементами. Як правило (хоча не обов'язково), ці криві вибираються як коніки Кеплера, усі з яких мають один фокус. У більшості ситуацій зручно встановити кожну з цих кривих дотичною до траєкторії в точці перетину. Криві, які підкоряються цій умові (а також іншій умові, що вони мають таку саму кривизну в точці дотику, яка була б створена гравітацією об'єкта до центрального тіла за відсутності збурювальних сил), називаються оскулюючими, тоді як змінні, що параметризують ці криві називаються оскулюючими елементами. У деяких ситуаціях опис орбітального руху можна спростити та наблизити, вибравши елементи орбіти, які не оскулюють. Крім того, у деяких ситуаціях стандартні рівняння (типу Лагранжа або типу Делоне) дають елементи орбіти, які виявляються неоскулюючими.